# Luboš Bartoň
Luboš Bartoň, né le 7 avril 1980 à Česká Lípa, est un joueur tchèque de basket-ball.

## Biographie
En décembre 2013, Bartoň signe un contrat d'un mois avec le Valencia Basket Club.

## Club
- 1996-1997 :  BK SCE Děčín
- 1998-2002 :  Valparaiso University
- 2002-2003 :  Fortitudo Bologne
- 2003-2005 :  Pallacanestro Virtus Roma
- 2005-2008 :  Joventut Badalona
- 2008-2010 :  FC Barcelone
- 2010-2012 :  Fuenlabrada
- 2012 :  Joventut Badalona
- 2012-2013 :  USK Prague
- 2013 :  Braunschweig
- 2013-2014 :  Valencia Basket Club

## Palmarès

### Club
- Vainqueur de l'EuroCoupe 2006
- Vainqueur de la Coupe ULEB 2008
- Vainqueur de l'Euroligue 2010